# Gloria (Tiziano)
La Gloria, Trinità o Paradiso è un dipinto del pittore veneto Tiziano Vecellio realizzato nel 1551-1554 e conservato nel Museo del Prado a Madrid in Spagna. 

## Descrizione
È un insieme di figure che rappresentano il cattolicesimo, con la Trinità (Dio Padre, Figlio e Spirito Santo nella forma di una colomba) al suo vertice, circondato dalla Vergine Maria - vestita di un abito color blu - San Giovanni Battista (sono i due intercessori tra Dio e gli uomini per antonomasia) e - nell'atto di scendere dalle nuvole dorate in Gloria - diversi personaggi dell'Antico e del Nuovo Testamento Mosè, con le Tavole dei Dieci comandamenti; Noè, che alza una piccola Arca in cui una colomba si è appollaiata con un ramo nel becco; Re Davide, che suona una sorta ghironda o arpa. Tutte le figure sono nell'atteggiamento di adorare la Trinità.
Sulla schiena, vestita di verde, è una figura che è stata identificata con Maria Maddalena, o anche con la Sibilla Eritrea (che profetizzò sul Giudizio Universale), e persino con Giuditta, Rachele o la stessa Chiesa cattolica.
Sulla destra c'è Re Carlo V d'Asburgo (accanto alla sua corona) accompagnato dalla famiglia (sua moglie Isabella del Portogallo
figlio Filippo II, sua figlia Giovanna d'Asburgo, Maria, Regina consorte d'Ungheria, Leonor, Regina di Francia e del Portogallo), tutti vestiti nei loro sudari e in 'atteggiamento supplichevole. 
Sotto ancora, si può ancora identificare, come un vecchio con la barba, lo stesso Tiziano.
L'Evangelista Giovanni (riconoscibile essendo appoggiato all'aquila, suo attributo), un altro dei personaggi di questo dipinto colorato, tiene un foglio firmato dal pittore Veneziano. L'intera scena è incorniciata da cori celesti e angeli mentre tengono delle palme, comunicando gioia.
La composizione disegna un ovale sulla cui cuspide superiore è collocato lo Spirito Santo e sui cui lati si trovano il Padre e il Figlio; nella cuspide inferiore, la vita terrena, con piccole figure che potrebbero rappresentare dei pellegrini.
L'olio è basato sull'immagine della La città di Dio di San Agostino d'Ippona, che descrive la gloria che ottengono i beati.
L'opera, di grande incoraggiamento, simboleggia la profonda devozione per la Trinità della famiglia imperiale. Infatti, il Re Carlo V D'Amburgo portò il dipinto nel suo ritiro presso il Monastero di Yuste e chiese di vederlo prima di morire.
Nel 1566 l'incisore Cornelis Cort, un collaboratore di Tiziano, riprodusse la composizione con un bulino, ma poiché non poteva conoscere il dipinto originale, dovette fare affidamento su una copia o disegno fornita da Tiziano.
Dopo essere stato restituito dallo Yuste, il dipinto è stato collocato nell'Aula Morale del Monastero dell'Escorial fino a quando nel 1837 viene già menzionato tra le opere del Museo del Prado.
Il titolo definitivo de La Gloria è dovuto a José de Sigüenza, che glielo assegnò nel 1601.